# Kent Bernard
Kent Bede Bernard (ur. 27 maja 1942 w Belmont, przedmieściu Port-of-Spain, zm. 19 lutego 2025) – trynidadzko-tobagijski lekkoatleta (sprinter), medalista olimpijski z 1964.
Specjalizował się w biegu na 400 metrów. Zdobył brązowy medal w sztafecie 4 × 400 metrów na igrzyskach olimpijskich w 1964 w Tokio (sztafeta Trynidadu i Tobago biegła w składzie:  Edwin Skinner, Bernard, Edwin Roberts i Wendell Mottley). Na tych samych igrzyskach Bernard odpadł w półfinale biegu na 400 metrów. Odpadł w ćwierćfinale biegu na tym dystansie na igrzyskach Ameryki Środkowej i Karaibów w 1966 w San Juan.
Zwyciężył w sztafecie 4 × 440 jardów (w składzie: Roberts, Bernard, Lennox Yearwood i Mottley) na Igrzyskach Imperium Brytyjskiego i Wspólnoty Brytyjskiej w 1966 w Kingston, a w biegu na 440 jardów zajął 2. miejsce za Mottleyem. Na kolejnych Igrzyskach Brytyjskiej Wspólnoty Narodów w 1970 w Edynburgu zdobył srebrny medal w sztafecie 4 × 400 metrów (w składzie: Ben Cayenne, Roberts, Bernard i Melville Wong Shing). W biegu na 400 metrów zajął 5. miejsce.
Zdobył brązowy medal w sztafecie 4 × 400 metrów (w składzie: Bernard, Trevor James, Cayenne i Roberts) na igrzyskach panamerykańskich w 1971 w Cali, a w biegu na 400 metrów zajął 7. miejsce.